# Cydalima
Cydalima és un gènere d'arnes de la família Crambidae.

## Taxonomia
- Cydalima capriniodes (Hampson, 1912)
- Cydalima decipiens (Hampson, 1912)
- Cydalima diaphanalis (Walker, 1866)
- Cydalima joiceyi (Janse, 1924)
- Cydalima laticostalis (Guenée, 1854)
- Cydalima mysteris Meyrick, 1886
- Cydalima perspectalis (Walker, 1859)
- Cydalima pfeifferae (Lederer, 1863)
- Cydalima violalis E. Hering, 1901